# UNMIN
UNMIN (United Nations Mission in Nepal, Misja Narodów Zjednoczonych w Nepalu) – misja polityczna ONZ w Nepalu utworzona 23 stycznia 2007 na mocy rezolucji Rady Bezpieczeństwa ONZ nr 1740. Do jej zadań należy monitorowanie rozbrajania maoistowskich bojówek oraz pomoc w przygotowaniach do wyborów do zgromadzenia konstytucyjnego. Mandat UNMIN upłynął w styczniu 2011 roku.
Szefem misji w randze specjalnego wysłannika sekretarza generalnego ONZ był Ian Martin (Wielka Brytania). Wraz z odnowieniem mandatu na początku 2009 roku nowym wysłannikiem sekretarza generalnego ONZ i szefem misji została Karin Landgren